# شویچیخووو
شویچیخووو (به لهستانی:  Świecichowo) یک روستا در لهستان است که در گمینا دامنگتسا واقع شده‌است. شویچیخووو ۲۶۰ نفر جمعیت دارد.